# Prelatura territorial d'El Salto
La Prelatura territorial d'El Salto  (castellà:  Prelatura territorial de El Salto, llatí: Praelatura Territorialis Saltensis in Mexico) és una seu de l'Església Catòlica a Mèxic, sufragània de l'arquebisbat de Durango, i que pertany a la regió eclesiàstica Vizcaya-Pacifico. Al 2013 tenia 337.000 batejats sobre una població de 396.000 habitants. Actualment està regida pel bisbe Juan María Huerta Muro, O.F.M.

## Territori
La prelatura comprèn la part extrema occidental de l'estat mexicà de Durango. Pertanyen a la prelatura els municipis de Tamazula, Topia, Canelas, Otáez i San Dimas, a més de la parròquia de San Andrés de la Sierra al municipi de Santiago Papasquiaro.
La seu episcopal és la ciutat d'El Salto, on es troba la catedral de Mare de Déu de Guadalupe.
El territori s'estén sobre 36.000 km², i està dividit en 15 parròquies.

## Història
La diòcesi va ser erigida el 9 de juny de 1962 mitjançant la butlla Non latet del Papa Joan Pau II, prenent el territori dels bisbats de bisbat de Huejutla, de Papantla, de Tampico i de Tulancingo.
La prelatura territorial va ser erigida el 10 de juny de 1968 mitjançant la butlla Non habentibus del Papa Pau VI, prenent el territori de l'arquebisbat de Durango i del bisbat de Mazatlán.

## Cronologia episcopal
- Francisco Medina Ramírez, O.C.D. † (7 de desembre de 1973 - 13 d'octubre de 1988 mort)
- Manuel Mireles Vaquera (13 d'octubre de 1988 - 28 de setembre de 2005 jubilat)
- Ruy Rendón Leal (28 de setembre de 2005 - 16 de juliol de 2011 nomenat bisbe de Matamoros)
- Juan María Huerta Muro, O.F.M., des del 2 de febrer de 2012

## Estadístiques
A finals del 2013, la diòcesi tenia 337.000 batejats sobre una població de 396.000 persones, equivalent al 85,1% del total.
| any  | població | població | població | sacerdots | sacerdots       | sacerdots       | sacerdots             | diaques | religiosos | religiosos | parròquies |
| ---- | -------- | -------- | -------- | --------- | --------------- | --------------- | --------------------- | ------- | ---------- | ---------- | ---------- |
| any  | batejats | total    | %        | total     | clergat secular | clergat regular | batejats por sacerdot | diaques | homes      | dones      |            |
| 1970 | 95.760   | 95.760   | 100,0    | 9         | 2               | 7               | 10.640                |         | 10         | 11         | 12         |
| 1976 | 110.200  | 116.000  | 95,0     | 9         | 4               | 5               | 12.244                |         | 7          | 19         | 11         |
| 1980 | 122.800  | 126.600  | 97,0     | 12        | 4               | 8               | 10.233                |         | 11         | 17         | 12         |
| 1990 | 188.000  | 192.000  | 97,9     | 10        | 10              |                 | 18.800                |         |            | 20         | 13         |
| 1999 | 295.000  | 338.000  | 87,3     | 15        | 15              |                 | 19.666                | 1       |            | 22         | 14         |
| 2000 | 295.000  | 338.000  | 87,3     | 15        | 15              |                 | 19.666                | 2       |            | 22         | 14         |
| 2001 | 295.000  | 339.000  | 87,0     | 17        | 17              |                 | 17.352                |         |            | 22         | 13         |
| 2002 | 296.000  | 341.000  | 86,8     | 18        | 18              |                 | 16.444                |         |            | 22         | 13         |
| 2003 | 304.000  | 358.000  | 84,9     | 22        | 22              |                 | 13.818                | 1       | 3          | 15         | 15         |
| 2004 | 314.000  | 370.000  | 84,9     | 22        | 22              |                 | 14.272                | 1       | 3          | 14         | 15         |
| 2013 | 337.000  | 396.000  | 85,1     | 27        | 27              |                 | 12.481                |         | 2          | 19         | 15         |